# Miejski Dom Kultury w Radomsku
Miejski Dom Kultury w Radomsku – główny ośrodek kulturalny w Radomsku, otwarty w 1968 roku. Obecnie funkcje dyrektora pełni Krzysztof Zygma.

## Obecnie
Miejski Dom Kultury w Radomsku jest największym ośrodkiem kultury w mieście. Zachęca mieszkańców do aktywnego spędzania czasu wolnego, inspiruje i przybliża do sztuki, jest miejscem, które odkrywa i rozwija talenty, pasje, umiejętności. Nasza działalność jest wszechstronna. Zajmujemy się nie tylko organizacją imprez stricte kulturalnych tj. spektakli teatralnych, festiwali, koncertów, kabaretów, wystaw plastycznych, pracy kina, spotkań z przedstawicielami szeroko pojętego świata kultury. Prowadzimy także edukacje artystyczne, koła i kluby zainteresowań, imprezy zawodowe, planujemy wypoczynek dla dzieci i młodzieży.	Cele i priorytety MDK skupiają się m.in. na upowszechnianiu wartościowych i nowatorskich zjawisk w kulturze i budowaniu partnerstw na rzecz kultury z innymi podmiotami, m.in. z Ministerstwem Kultury i Dziedzictwa Narodowego, Polskim Instytutem Sztuki Filmowej, Instytutem Teatralnym im. Zbigniewa Raszewskiego, Siecią Kin Studyjnych i Lokalnych, Urzędem Marszałkowskim w Łodzi, Starostwem Powiatu Radomszczańskiego i Urzędem Miasta Radomska. Obecnie dyrektorem placówki jest Krzysztof Zygma. Działalność MDK opiera się na współpracy czterech działów: Dział Edukacji Artystycznej i Organizacji Imprez , Dział Administracyjno – Gospodarczy, Dział Obsługi Sceny, Dział Księgowości
W MDKu od 2012 r. działa cyfrowe  Kino Pasja. W 2007 roku dzięki staraniom władz miasta i ówczesnego marszałka województwa Stanisława Witaszczyka powstała w MDKu Europejska Scena im. Stefana Jaracza, dzięki czemu dokonano remontu budynku przy wsparciu funduszy unijnych.
W 2022/2023 r. w ramach projektu "Miejski Dom Kultury w Radomsku - projekt nowej przestrzeni dla kultury - Etap II" realizowanego ze środków Europejskiego Funduszu Rozwoju Regionalnego w ramach Regionalnego Programu Operacyjnego Województwa Łódzkiego na lata 2014-2020 przez Miasto Radomsko zmodernizowano sale widowiskową.

## Grupy działające w MDKu
Stowarzyszenia, koła, kluby i grupy działające w Miejskim Domu Kultury
1. Fit Dance Kids (5 – 7 lat) 
2. Fit Dance (8 – 12 lat) 
3. Taniec Orientalny dla młodzieży i dorosłych 
4. Zespół Wokalno - Instrumentalny TĘCZOWE NUTKI (6 – 9 lat)   
5. Zespół Wokalno - Instrumentalny TĘCZOWE NUTKI (10 – 13 lat) 
6. Zespół „TACY NIE INNI” 
7. Młodzieżowa Grupa Teatralna REKWIZYTORNIA TEATR gr.I  
8. Młodzieżowa Grupa Teatralna REKWIZYTORNIA TEATR gr.II
9. SCENA POEZJI MDK dla młodzieży i dorosłych 
10. Pracownia Plastyczna MDK – Dziecięca Sekcja Plastyczna (5 – 6 lat) 
11. Pracownia Plastyczna MDK – Dziecięca Sekcja Plastyczna (7 – 12 lat)  
12. Pracownia Plastyczna MDK – Koło Twórców Animacji Filmowej (6 – 13 lat) 
13. Pracownia Plastyczna MDK – Koło Twórców Filmowych i  Fotografii (pow. 12 lat)
14. Pracownia Plastyczna MDK – Pracownia Rękodzieła (7 – 12 lat) 
15. Pracownia Plastyczna MDK – Klub Plastyka dla młodzieży (12 – 19 lat) 
16. Chór Seniora ZŁOTA  NUTKA     
17. Koło Osób Niepełnosprawnych 
18. Klub Złotej Jesieni 
19. Scena Poezji